# Euscelidia erichthenii
Euscelidia erichthenii är en tvåvingeart som beskrevs av Dikow 2003. Euscelidia erichthenii ingår i släktet Euscelidia och familjen rovflugor.
Artens utbredningsområde är Etiopien. Inga underarter finns listade i Catalogue of Life.